# Azima
Azima is een geslacht uit de familie Salvadoraceae. De soorten komen voor van tropisch en zuidelijk Afrika tot op het Oost-Aziatische eiland Hainan en in Maleisië.

## Soorten
- Azima angustifolia A.DC.
- Azima sarmentosa (Blume) Benth. & Hook.f.
- Azima tetracantha Lam.